# Satomi Kubokura
Satomi Kubokura (japanisch 久保倉 里美, Kubokura Satomi; * 27. April 1982 in Asahikawa) ist eine ehemalige japanische Hürdenläuferin, die sich auf die 400-Meter-Distanz spezialisiert hat. Sie gewann vier Einzeltitel bei den Asienmeisterschaften und ist damit eine der erfolgreichsten Leichtathletinnen ihres Landes.

## Sportliche Laufbahn
Erste internationale Erfahrungen sammelte Satomi Kubokura im Jahr 2003, als sie bei den Asienmeisterschaften in Manila in 58,36 s den achten Platz belegte. 2005 erreichte sie bei den Asienmeisterschaften in Incheon in 57,23 s Rang vier und gewann mit der japanischen 4-mal-400-Meter-Staffel in 3:33,54 min die Bronzemedaille hinter den Teams aus Indien und Kasachstan. Anschließend gewann sie bei den Ostasienspielen in Macau in 57,38 s die Bronzemedaille im Hürdenlauf hinter den Chinesinnen Huang Xiaoxiao und Wang Xing. Im Jahr darauf nahm sie erstmals an den Asienspielen in Doha teil und gewann dort in 56,49 s die Silbermedaille hinter der Chinesin Huang und belegte mit der Staffel in 3:35,08 min Rang vier.
2007 siegte sie erstmals bei den Asienmeisterschaften in Amman in 56,74 s und gewann mit der Staffel in 3:33,82 min die Silbermedaille hinter dem Team aus Indien. Damit qualifizierte sie sich für die Weltmeisterschaften in Osaka, bei denen sie mit 57,01 s in der ersten Runde ausschied, und auch mit der Staffel verpasste sie mit 3:30,17 min den Finaleinzug. Im Jahr darauf nahm sie an den Olympischen Spielen in Peking teil und erreichte dort das Halbfinale, in dem sie mit 56,69 s ausschied, während sie mit der Staffel mit 3:30,52 min im Vorlauf ausschied. 2009 schied sie bei den Weltmeisterschaften in Berlin mit 56,91 s in der Vorrunde im Einzelbewerb sowie mit 3:34,46 min auch mit der Staffel aus. Anschließend verteidigte sie bei den Asienmeisterschaften in Guangzhou in 56,62 s ihren Titel im Einzelbewerb und gewann mit der Staffel in 3:31,95 min die Bronzemedaille hinter den Teams aus China und Indien. Im Jahr darauf gewann sie bei den Asienspielen ebendort in 56,83 s die Bronzemedaille hinter der Inderin Ashwini Akkunji und der Chinesin Wang Xing. Zudem erreichte sie mit der Staffel in 3:31,81 min Rang vier.
2011 feierte sie bei den Asienmeisterschaften in Kōbe in 56,52 s ihren dritten Titel in Folge und siegte auch mit der Staffel in 3:35,00 min. Anschließend erreichte sie bei den Weltmeisterschaften in Daegu das Halbfinale, in dem sie mit 56,87 s ausschied. Zudem stellte sie in diesem Jahr mit 55,34 s einen neuen japanischen Rekord auf. Im Jahr darauf qualifizierte sie sich erneut für die Olympischen Spiele in London und schied auch dort mit 56,25 s im Halbfinale aus. 2013 siegte sie zum vierten Mal bei den Asienmeisterschaften in Pune in 56,82 s und ist damit die erfolgreichste Athletin in dieser Disziplin bei den Asienmeisterschaften. Zudem gewann sie mit der Staffel in 3:35,72 min die Bronzemedaille hinter den Teams aus Indien und China. Anschließend scheiterte sie dann bei den Weltmeisterschaften in Moskau mit 56,33 s im Vorlauf. 2014 gewann sie bei den Asienspielen in Incheon in 56,21 s die Silbermedaille hinter der Bahrainerin Kemi Adekoya. 2016 qualifizierte sie sich ein letztes Mal für die Olympischen Spiele in Rio de Janeiro und schied dort mit 57,34 s in der ersten Runde aus. Anschließend bestritt sie in Osaka ihren letzten Wettkämpfe und beendete damit im Alter von 34 Jahren ihre Karriere als Leichtathletin.
In den Jahren von 2007 bis 2013 sowie 2016 wurde Kubokura japanische Meisterin im 400-Meter-Hürdenlauf sowie 2006 im 400-Meter-Lauf.

## Persönliche Bestleistungen
- 400 Meter: 53,08 s, 30. Juni 2007 in Osaka
  - 400 Meter (Halle): 54,69 s, 1. März 2005 in Tianjin
- 400 m Hürden: 55,34 s, 26. Juni 2011 in Osaka (japanischer Rekord)